# Międzynarodowy Dzień Muzeów

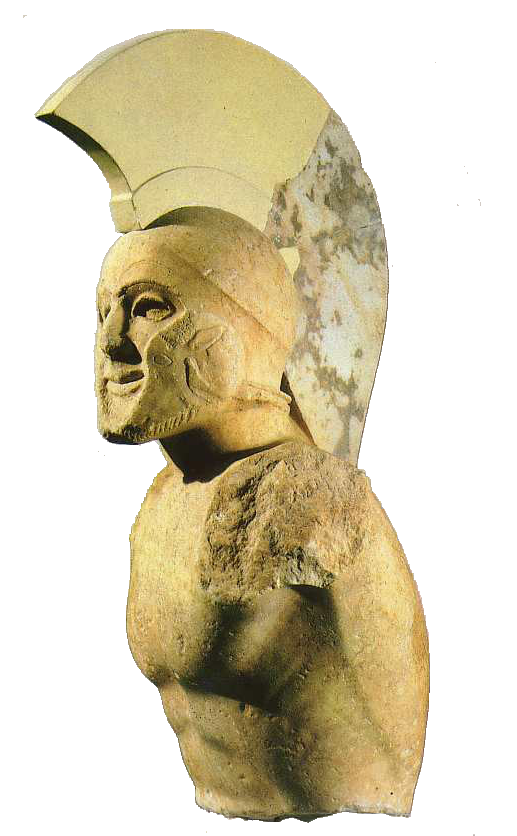
Marmurowa rzeźba, prawdopodobnie hoplita Leonidas z V wieku p.n.e. (Muzeum Archeologiczne w Sparcie)

Międzynarodowy Dzień Muzeów – coroczne święto obchodzone 18 maja, ustanowione w Moskwie 28 maja 1977 roku, przez Międzynarodową Radę Muzeów (ICOM, International Council of Museums), działającą przy UNESCO.
Stwarza ono okazję, by zwrócić uwagę na wyzwania, przed którymi stają muzealnicy (w myśl dewizy Rady:

Muzea są ważnym środkiem wymiany kulturalnej, wzbogacania kultur i rozwoju wzajemnego zrozumienia, współpracy i pokoju między narodami.)

Organizacja obchodów święta należy do placówek w poszczególnych krajach. W tym dniu na całym świecie organizowany są wystawy, seminaria i spotkania. Od 1992 roku Komitet Doradczy ICOM-u ustala hasło, które patronuje obchodom w danym roku. 
| Rok       | Hasło w języku polskim                                | Hasło w języku angielskim                                     |
| --------- | ----------------------------------------------------- | ------------------------------------------------------------- |
| 1992      | Muzea i środowisko                                    | Museums and Environment                                       |
| 1993      | Muzea i pozyskanie ludzi                              | Museums and Indigenous Peoples                                |
| 1994      | Za kulisami w muzeach                                 | Behind the Scenes in Museums                                  |
| 1995      | Odpowiedź i odpowiedzialność                          | Response and responsibility                                   |
| 1996      | Gromadzenie (dóbr) dzisiaj na jutro                   | Collecting today for tomorrow                                 |
| 1997-1998 | Walki z nielegalnym obrotem dóbr kultury              | The fight against illicit traffic of cultural property        |
| 1999      | Przyjemość odkrywania                                 | Pleasures of discovery                                        |
| 2000      | Muzea dla pokoju i harmonii w społeczeństwie          | Museums for Peace and Harmony in Society                      |
| 2001      | Muzea: budowa społeczności                            | Museums: building community                                   |
| 2002      | Muzea i globalizacja                                  | Museums and Globalisation                                     |
| 2003      | Muzea i przyjaciele                                   | Museums and Friends                                           |
| 2004      | Muzea i dziedzictwo niematerialne                     | Museums and Intangible Heritage                               |
| 2005      | Muzea pomostem kultur                                 | Museums bridging cultures                                     |
| 2006      | Muzea i młodzi ludzie                                 | Museums and young people                                      |
| 2007      | Muzea i dziedzictwo uniwersalne                       | Museums and Universal Heritage                                |
| 2008      | Muzea jako czynnik zmian społecznych i rozwoju        | Museums as agents of social change and development            |
| 2009      | Muzea i turystyka                                     | Museums and tourism                                           |
| 2010      | Muzea dla społecznej harmonii                         | Museums for social harmony                                    |
| 2011      | Muzeum i pamięć                                       | Museum and Memory                                             |
| 2012      | Muzea zmieniają świat. Nowe wyzwania, nowe inspiracje | Museums in a Changing World. New challenges, New inspirations |
| 2013      | Muzea (pamięć + kreatywność) = zmiana społeczna       | Museums (memory + creativity) = social change                 |

## Noc Muzeów
Od 1997 roku w majowy weekend poprzedzający Dzień Muzeów obchodzona jest „Europejska Noc Muzeów” (ang. The European Nights of Museums), w Polsce zwana Nocą Muzeów, pod patronatem Rady Europy. Akcja ta jest ściśle związana z Międzynarodowym Dniem Muzeów.